# گنه‌گنه (سرده)
گنه گنه (نام علمی: Cinchona) (برک در مخزن الادویه) نام یک سرده از تیره روناسیان است. این گیاه بومی جنگل های اندونزی و مناطق گرمسیر غرب و  آمریکای جنوبی هستند. بعضی از گونه ها در آمریکای مرکزی، جامائیکا، پلینزی فرانسه، سولاوسی، سنت هلن در اقیانوس اطلس جنوبی و همچنین در  سائو تام و پرینسیپ در  مناطق گرمسیر ساحل آفریقا قرار دارند.